# کی جانسون
کی جانسون (انگلیسی: Kay Johnson؛ ۲۹ نوامبر ۱۹۰۴ – ۱۷ نوامبر ۱۹۷۵) یک هنرپیشه اهل ایالات متحده آمریکا بود.

## درگذشت
در 17 نوامبر 1975، جانسون بر اثر حمله قلبی در خانه خود در واترفورد، کانکتیکات درگذشت.